# Palmares (canton)
Palmares est un canton (deuxième échelon administratif) costaricien de la province de Alajuela au Costa Rica.

## Géographie
La ville principale du canton est Palmares de Alajuela (en).